# Nos vemos en el invierno
Nos vemos en el invierno es el tercer álbum del grupo Moderatto, lanzado a finales del 2005 por Sony BMG; incluye algunas tradicionales canciones de Navidad, así como una canción de autoría de Aleks Syntek. Es considerada como su mejor producción en estudio, a pesar de tener el mismo sonido que el Detector de Metal, sin embargo, ocupando otros instrumentos.

## Lista de canciones
| Nos vemos en el invierno |                            |          |  |
| N.º                      | Título                     | Duración |  |
| 1.                       | «Blanca Navidad»           |          |  |
| 2.                       | «El niño del tambor»       |          |  |
| 3.                       | «Feliz Navidad»            |          |  |
| 4.                       | «Jingle bells»             |          |  |
| 5.                       | «Muñeco de nieve»          |          |  |
| 6.                       | «365 Invierno total»       |          |  |
| 7.                       | «Noche de paz»             |          |  |
| 8.                       | «Esta Navidad»             |          |  |
| 9.                       | «Nos vemos en el invierno» |          |  |
| 10.                      | «Popurock navideño»        |          |  |
| 36:29                    |                            |          |  |

- Datos: Q6045388